# The Sims 3: Studenckie życie
The Sims 3: Studenckie życie (ang. The Sims 3: University Life) – dziewiąty dodatek do gry komputerowej The Sims 3 przeznaczony na platformy Windows oraz Macintosh. Premiera dodatku odbyła się 5 marca 2013.

## Rozgrywka
Dodatek koncentruje się na studiach i uniwersytecie, gdzie młodzi Simowie mogą zostać wysłani na czas określony. W grze pojawia się nowe miasto, którego głównym symbolem jest duży uniwersytet. Podczas przebywania w akademiku młody Sim może chodzić na zajęcia, uczyć się, jak też udoskonalać swe umiejętności, pogłębiać hobby, bawić się na imprezach, szaleć ze znajomymi i dzielić pokój akademicki z nowo poznanym Simem.
Nową postacią nadnaturalną jest Simorośl.

## Edycja limitowana
Edycję limitowaną gry można zamówić jedynie w przedsprzedaży w internecie. Zawiera posąg Parteusza Maximusa, który umożliwia Simowi urządzanie najlepszych imprez w kampusie. Dzięki niemu imprezowicze dostaną premię do nastroju, a ich przebranie zmieni się zgodnie z wybranym motywem przyjęcia.